# سام سبنسر
سام سبنسر (بالإنجليزية: Sam Spencer)‏ (18 يناير 1902 بميدلزبرة في المملكة المتحدة - 1987) هو لاعب كرة قدم بريطاني (وحمل سابقاً جنسية المملكة المتحدة لبريطانيا العظمى وأيرلندا) في مركز جناح ‏. لعب مع بورت فايل وستوك سيتي ونادي أبردين ونادي بريستول روفيرز وNew Brighton A.F.C. ‏ وWinsford United F.C. ‏ وNewry City F.C. ‏ وMid Rhondda F.C. ‏.